# بيوتي مكغوان
بيوتي مكغوان (بالإنجليزية: Beauty McGowan)‏ هو لاعب كرة قاعدة أمريكي، ولد في 8 نوفمبر 1901 في برانفورد ‏ في الولايات المتحدة، وتوفي في 6 مايو 1982 في هامدن في الولايات المتحدة.

## وصلات خارجية
- بيوتي مكغوان على موقعبيزبول رفرنس.كوم (الدوري الرئيسي) (الإنجليزية)